# Okręg wyborczy nr 41 do Sejmu Rzeczypospolitej Polskiej
Okręg wyborczy nr 41 do Sejmu Rzeczypospolitej Polskiej obejmuje obszar miast na prawach powiatu Szczecina i Świnoujścia oraz powiatów goleniowskiego, gryfickiego, gryfińskiego, kamieńskiego, łobeskiego, myśliborskiego, polickiego, pyrzyckiego i stargardzkiego (województwo zachodniopomorskie). W obecnym kształcie został utworzony w 2001. Wybieranych jest w nim 12 posłów w systemie proporcjonalnym (do 2011 wybierano 13 posłów).
Siedzibą okręgowej komisji wyborczej jest Szczecin.

## Wyniki wyborów
| Podział 13 mandatów: SLD–UP: 7 Samoobrona: 2 PO: 2 PiS: 1 LPR: 1 |

| Podział 13 mandatów: SLD: 2 Samoobrona: 2 PO: 4 PiS: 4 LPR: 1 |

| Podział 13 mandatów: LiD: 2 PO: 8 PiS: 3 |

| Podział 12 mandatów: SLD: 1 RP: 1 PO: 7 PiS: 3 |

| Podział 12 mandatów: NRP: 1 K’15: 1 PO: 5 PiS: 5 |

| Podział 12 mandatów: SLD: 2 KO: 5 PSL: 1 PiS: 4 |

| Podział 12 mandatów: Nowa Lewica: 1 KO: 6 TD: 1 PiS: 4 |

## Reprezentanci okręgu
| Sejm | Rok  | Poseł KW                                                      | Poseł KW                             | Poseł KW                           | Poseł KW          | Poseł KW          | Poseł KW             | Poseł KW                      | Poseł KW                      | Poseł KW          | Poseł KW                         | Poseł KW          | Poseł KW                      | Poseł KW     | Poseł KW            | Poseł KW      | Poseł KW                | Poseł KW | Poseł KW                | Poseł KW    | Poseł KW         | Poseł KW | Poseł KW      | Poseł KW | Poseł KW          | Poseł KW | Poseł KW         |
| ---- | ---- | ------------------------------------------------------------- | ------------------------------------ | ---------------------------------- | ----------------- | ----------------- | -------------------- | ----------------------------- | ----------------------------- | ----------------- | -------------------------------- | ----------------- | ----------------------------- | ------------ | ------------------- | ------------- | ----------------------- | -------- | ----------------------- | ----------- | ---------------- | -------- | ------------- | -------- | ----------------- | -------- | ---------------- |
| IV   | 2001 |                                                               | J. Piechota SLD–UP (2001) SLD (2005) |                                    | S. Kopeć SLD–UP   |                   | B. Liberadzki SLD–UP |                               | E. Piela-Mielczarek SLD–UP    |                   | W. Długoborski SLD–UP            |                   | J. Sauk PiS                   |              | B. Kozłowska SLD–UP |               | W. Klukowski Samoobrona |          | A. Balazs PO            |             | E. Romero SLD–UP |          | K. Zaremba PO |          | B. Kopczyński LPR |          | C. Marzec SLD–UP |
| IV   | 2004 | G. Napieralski SLD–UP (2001) SLD (2005) LiD (2007) SLD (2011) | J. Piechota SLD–UP (2001) SLD (2005) |                                    | S. Kopeć SLD–UP   |                   |                      |                               | E. Piela-Mielczarek SLD–UP    |                   | W. Długoborski SLD–UP            |                   | J. Sauk PiS                   |              | B. Kozłowska SLD–UP |               | W. Klukowski Samoobrona |          | A. Balazs PO            |             | E. Romero SLD–UP |          | K. Zaremba PO |          | B. Kopczyński LPR |          | C. Marzec SLD–UP |
| V    | 2005 | G. Napieralski SLD–UP (2001) SLD (2005) LiD (2007) SLD (2011) | J. Piechota SLD–UP (2001) SLD (2005) |                                    | J. Brudziński PiS |                   | S. Nitras PO         |                               | A. Litwiński PO               | M. Masłowska PiS  |                                  | L. Dobrzyński PiS | R. Wasilewska-Kita Samoobrona | M. Kochan PO |                     | M. Jach PiS   | R. Wiechecki LPR        |          | M. Piskorski Samoobrona |             |                  |          | K. Zaremba PO |          |                   |          |                  |
| VI   | 2007 | G. Napieralski SLD–UP (2001) SLD (2005) LiD (2007) SLD (2011) |                                      | B. Arłukowicz LiD (2007) PO (2011) | J. Brudziński PiS |                   | S. Nitras PO         |                               | A. Litwiński PO               | M. Masłowska PiS  | M. Marcinkiewicz PO              |                   | L. Komołowski PiS             | M. Kochan PO |                     | R. Zaremba PO | S. Preiss PO            |          | K. Oświęcimski PO       |             | C. Urban PO      |          |               |          |                   |          |                  |
| VI   | 2009 | G. Napieralski SLD–UP (2001) SLD (2005) LiD (2007) SLD (2011) | C. Atamańczuk PO                     | B. Arłukowicz LiD (2007) PO (2011) | J. Brudziński PiS |                   |                      |                               | A. Litwiński PO               | M. Masłowska PiS  | M. Marcinkiewicz PO              |                   | L. Komołowski PiS             | M. Kochan PO |                     | R. Zaremba PO | S. Preiss PO            |          | K. Oświęcimski PO       |             | C. Urban PO      |          |               |          |                   |          |                  |
| VII  | 2011 | G. Napieralski SLD–UP (2001) SLD (2005) LiD (2007) SLD (2011) |                                      | B. Arłukowicz LiD (2007) PO (2011) | J. Brudziński PiS |                   |                      | A. Piątak RP                  | A. Litwiński PO               | L. Dobrzyński PiS | Z. Ławrynowicz PO                | M. Jach PiS       | E. Żmuda-Trzebiatowska PO     | M. Kochan PO | –                   | –             |                         |          | K. Oświęcimski PO       |             |                  |          |               |          |                   |          |                  |
| VIII | 2015 |                                                               | P. Misiło .N                         | B. Arłukowicz LiD (2007) PO (2011) | J. Brudziński PiS |                   | S. Chruszcz K’15     | S. Nitras PO (2015) KO (2019) | N. Obrycki PO                 | L. Dobrzyński PiS | A. Marchewka PO (2015) KO (2019) | M. Jach PiS       |                               | M. Kochan PO | –                   | –             | K. Zaremba PiS          |          | A. Szałabawka PiS       |             |                  |          |               |          |                   |          |                  |
| VIII | 2019 | Z. Ławrynowicz PO                                             | P. Misiło .N                         | R. Mucha PiS                       |                   |                   | S. Chruszcz K’15     | S. Nitras PO (2015) KO (2019) | N. Obrycki PO                 | L. Dobrzyński PiS | A. Marchewka PO (2015) KO (2019) | M. Jach PiS       |                               | M. Kochan PO | –                   | –             | K. Zaremba PiS          |          | A. Szałabawka PiS       |             |                  |          |               |          |                   |          |                  |
| IX   | 2019 |                                                               | D. Wieczorek SLD (2019) NL (2023)    | M. Gróbarczyk PiS                  |                   | G. Napieralski KO |                      | S. Nitras PO (2015) KO (2019) | J. Rzepa PSL (2019) TD (2023) | L. Dobrzyński PiS | A. Marchewka PO (2015) KO (2019) | M. Jach PiS       |                               |              | –                   | –             | M. Filiks KO            |          | A. Szałabawka PiS       | A. Łącki KO |                  |          | K. Kotula SLD |          |                   |          |                  |
| X    | 2023 |                                                               | D. Wieczorek SLD (2019) NL (2023)    | M. Gróbarczyk PiS                  |                   | G. Napieralski KO | Z. Bogucki PiS       | S. Nitras PO (2015) KO (2019) | J. Rzepa PSL (2019) TD (2023) | D. Matecki PiS    | A. Marchewka PO (2015) KO (2019) |                   | P. Jaskulski KO               |              | –                   | –             | M. Filiks KO            |          | A. Szałabawka PiS       | A. Łącki KO |                  |          |               |          |                   |          |                  |

### Wybory parlamentarne 2001
| Komitet wyborczy                                      | Komitet wyborczy                              | Głosów  | %     | Mandaty | Wybrani posłowie |
| ----------------------------------------------------- | --------------------------------------------- | ------- | ----- | ------- | --- |
|                                                       | KKW Sojusz Lewicy Demokratycznej – Unia Pracy | 171 685 | 50,58 | 7       | Jacek Piechota, Stanisław Kopeć, Bogusław Liberadzki, Elżbieta Piela-Mielczarek, Wojciech Długoborski, Elżbieta Romero, Czesław Marzec, Grzegorz Napieralski |
|                                                       | KWW Platforma Obywatelska                     | 42 619  | 12,56 | 2       | Artur Balazs, Krzysztof Zaremba |
|                                                       | Samoobrona Rzeczpospolitej Polskiej           | 34 769  | 10,24 | 2       | Bożena Kozłowska, Wacław Klukowski |
|                                                       | Prawo i Sprawiedliwość                        | 28 091  | 8,28  | 1       | Jacek Sauk |
|                                                       | Liga Polskich Rodzin                          | 19 572  | 5,77  | 1       | Bohdan Kopczyński |
|                                                       | Unia Wolności                                 | 14 472  | 4,26  | –       | |
|                                                       | KKW Akcja Wyborcza Solidarność Prawicy        | 14 391  | 4,24  | –       | |
|                                                       | Polskie Stronnictwo Ludowe                    | 12 725  | 3,75  | –       | |
|                                                       | Alternatywa Ruch Społeczny                    | 1097    | 0,32  | –       | |
| Frekwencja: 43,40% Źródło: Państwowa Komisja Wyborcza |                                               |         |       |         | |

Poniższa tabela przedstawia podział mandatów dla komitetów wyborczych na podstawie uzyskanych głosów, a następnie obliczonych ilorazów wyborczych na podstawie zmodyfikowanej metody Sainte-Laguë.
| Podział mandatów dla komitetów wyborczych na podstawie zmodyfikowanej metody Sainte-Laguë | Podział mandatów dla komitetów wyborczych na podstawie zmodyfikowanej metody Sainte-Laguë | Podział mandatów dla komitetów wyborczych na podstawie zmodyfikowanej metody Sainte-Laguë | Podział mandatów dla komitetów wyborczych na podstawie zmodyfikowanej metody Sainte-Laguë | Podział mandatów dla komitetów wyborczych na podstawie zmodyfikowanej metody Sainte-Laguë | Podział mandatów dla komitetów wyborczych na podstawie zmodyfikowanej metody Sainte-Laguë | Podział mandatów dla komitetów wyborczych na podstawie zmodyfikowanej metody Sainte-Laguë | Podział mandatów dla komitetów wyborczych na podstawie zmodyfikowanej metody Sainte-Laguë | Podział mandatów dla komitetów wyborczych na podstawie zmodyfikowanej metody Sainte-Laguë | Podział mandatów dla komitetów wyborczych na podstawie zmodyfikowanej metody Sainte-Laguë | Podział mandatów dla komitetów wyborczych na podstawie zmodyfikowanej metody Sainte-Laguë | Podział mandatów dla komitetów wyborczych na podstawie zmodyfikowanej metody Sainte-Laguë | Podział mandatów dla komitetów wyborczych na podstawie zmodyfikowanej metody Sainte-Laguë | Podział mandatów dla komitetów wyborczych na podstawie zmodyfikowanej metody Sainte-Laguë | Podział mandatów dla komitetów wyborczych na podstawie zmodyfikowanej metody Sainte-Laguë |
| Komitet wyborczy                                                                          | Komitet wyborczy                                                                          | Liczba głosów                                                                             | Iloraz wyborczy                                                                           | Iloraz wyborczy                                                                           | Iloraz wyborczy                                                                           | Iloraz wyborczy                                                                           | Iloraz wyborczy                                                                           | Iloraz wyborczy                                                                           | Iloraz wyborczy                                                                           | Iloraz wyborczy                                                                           | Iloraz wyborczy                                                                           | Iloraz wyborczy                                                                           | Mandaty                                                                                   | TP                                                                                        |
| Komitet wyborczy                                                                          | Komitet wyborczy                                                                          | Liczba głosów                                                                             | /1,4                                                                                      | /3                                                                                        | /5                                                                                        | /7                                                                                        | /9                                                                                        | /11                                                                                       | /13                                                                                       | /15                                                                                       | ...                                                                                       | /25                                                                                       | Mandaty                                                                                   | TP                                                                                        |
| ----------------------------------------------------------------------------------------- | ----------------------------------------------------------------------------------------- | ----------------------------------------------------------------------------------------- | ----------------------------------------------------------------------------------------- | ----------------------------------------------------------------------------------------- | ----------------------------------------------------------------------------------------- | ----------------------------------------------------------------------------------------- | ----------------------------------------------------------------------------------------- | ----------------------------------------------------------------------------------------- | ----------------------------------------------------------------------------------------- | ----------------------------------------------------------------------------------------- | ----------------------------------------------------------------------------------------- | ----------------------------------------------------------------------------------------- | ----------------------------------------------------------------------------------------- | ----------------------------------------------------------------------------------------- |
|                                                                                           | KKW Sojusz Lewicy Demokratycznej – Unia Pracy                                             | 171 685                                                                                   | 122 632                                                                                   | 57 228                                                                                    | 34 337                                                                                    | 24 526                                                                                    | 19 076                                                                                    | 15 608                                                                                    | 13 207                                                                                    | 11 446                                                                                    | ...                                                                                       | 6867                                                                                      | 7                                                                                         | 7,21                                                                                      |
|                                                                                           | KWW Platforma Obywatelska                                                                 | 42 619                                                                                    | 30 442                                                                                    | 14 206                                                                                    | 8524                                                                                      | 6088                                                                                      | 4735                                                                                      | 3874                                                                                      | 3278                                                                                      | 2841                                                                                      | ...                                                                                       | 1705                                                                                      | 2                                                                                         | 1,79                                                                                      |
|                                                                                           | Samoobrona Rzeczpospolitej Polskiej                                                       | 34 769                                                                                    | 24 835                                                                                    | 11 590                                                                                    | 6954                                                                                      | 4967                                                                                      | 3863                                                                                      | 3161                                                                                      | 2675                                                                                      | 2318                                                                                      | ...                                                                                       | 1391                                                                                      | 2                                                                                         | 1,46                                                                                      |
|                                                                                           | Prawo i Sprawiedliwość                                                                    | 28 091                                                                                    | 20 065                                                                                    | 9364                                                                                      | 5618                                                                                      | 4013                                                                                      | 3121                                                                                      | 2554                                                                                      | 2161                                                                                      | 1873                                                                                      | ...                                                                                       | 1124                                                                                      | 1                                                                                         | 1,18                                                                                      |
|                                                                                           | Liga Polskich Rodzin                                                                      | 19 572                                                                                    | 13 980                                                                                    | 6524                                                                                      | 3914                                                                                      | 2796                                                                                      | 2175                                                                                      | 1779                                                                                      | 1506                                                                                      | 1305                                                                                      | ...                                                                                       | 783                                                                                       | 1                                                                                         | 0,82                                                                                      |
|                                                                                           | Polskie Stronnictwo Ludowe                                                                | 12 725                                                                                    | 9089                                                                                      | 4242                                                                                      | 2545                                                                                      | 1818                                                                                      | 1414                                                                                      | 1157                                                                                      | 979                                                                                       | 848                                                                                       | ...                                                                                       | 509                                                                                       | 0                                                                                         | 0,53                                                                                      |
| Ogółem                                                                                    | Ogółem                                                                                    | 309 461                                                                                   | –                                                                                         | –                                                                                         | –                                                                                         | –                                                                                         | –                                                                                         | –                                                                                         | –                                                                                         | –                                                                                         | –                                                                                         | –                                                                                         | 13                                                                                        | 13                                                                                        |

### Wybory parlamentarne 2005
| Komitet wyborczy                                      | Komitet wyborczy                    | Głosów | %     | Mandaty | Wybrani posłowie                                                          |
| ----------------------------------------------------- | ----------------------------------- | ------ | ----- | ------- | ------------------------------------------------------------------------- |
|                                                       | Platforma Obywatelska RP            | 86 900 | 28,21 | 4       | Krzysztof Zaremba, Sławomir Nitras, Arkadiusz Litwiński, Magdalena Kochan |
|                                                       | Prawo i Sprawiedliwość              | 71 589 | 23,24 | 4       | Joachim Brudziński, Mirosława Masłowska, Leszek Dobrzyński, Michał Jach   |
|                                                       | Sojusz Lewicy Demokratycznej        | 45 707 | 14,84 | 2       | Jacek Piechota, Grzegorz Napieralski                                      |
|                                                       | Samoobrona Rzeczpospolitej Polskiej | 35 321 | 11,47 | 2       | Regina Wasilewska-Kita, Mateusz Piskorski                                 |
|                                                       | Liga Polskich Rodzin                | 18 834 | 6,11  | 1       | Rafał Wiechecki                                                           |
|                                                       | Socjaldemokracja Polska             | 16 956 | 5,51  | –       |                                                                           |
|                                                       | Polskie Stronnictwo Ludowe          | 11 819 | 3,84  | –       |                                                                           |
|                                                       | Partia Demokratyczna – demokraci.pl | 9314   | 3,02  | –       |                                                                           |
|                                                       | Platforma Janusza Korwin-Mikke      | 6110   | 1,98  | –       |                                                                           |
|                                                       | Polska Partia Pracy                 | 3249   | 1,05  | –       |                                                                           |
|                                                       | Dom Ojczysty                        | 1127   | 0,37  | –       |                                                                           |
|                                                       | Polska Partia Narodowa              | 1080   | 0,35  | –       |                                                                           |
| Frekwencja: 38,26% Źródło: Państwowa Komisja Wyborcza |                                     |        |       |         |                                                                           |

Poniższa tabela przedstawia podział mandatów dla komitetów wyborczych na podstawie uzyskanych głosów, a następnie obliczonych ilorazów wyborczych na podstawie metody D’Hondta.
| Podział mandatów dla komitetów wyborczych na podstawie metody D’Hondta | Podział mandatów dla komitetów wyborczych na podstawie metody D’Hondta | Podział mandatów dla komitetów wyborczych na podstawie metody D’Hondta | Podział mandatów dla komitetów wyborczych na podstawie metody D’Hondta | Podział mandatów dla komitetów wyborczych na podstawie metody D’Hondta | Podział mandatów dla komitetów wyborczych na podstawie metody D’Hondta | Podział mandatów dla komitetów wyborczych na podstawie metody D’Hondta | Podział mandatów dla komitetów wyborczych na podstawie metody D’Hondta | Podział mandatów dla komitetów wyborczych na podstawie metody D’Hondta | Podział mandatów dla komitetów wyborczych na podstawie metody D’Hondta | Podział mandatów dla komitetów wyborczych na podstawie metody D’Hondta | Podział mandatów dla komitetów wyborczych na podstawie metody D’Hondta |
| Komitet wyborczy                                                       | Komitet wyborczy                                                       | Liczba głosów                                                          | Iloraz wyborczy                                                        | Iloraz wyborczy                                                        | Iloraz wyborczy                                                        | Iloraz wyborczy                                                        | Iloraz wyborczy                                                        | Iloraz wyborczy                                                        | Iloraz wyborczy                                                        | Mandaty                                                                | TP                                                                     |
| Komitet wyborczy                                                       | Komitet wyborczy                                                       | Liczba głosów                                                          | /1                                                                     | /2                                                                     | /3                                                                     | /4                                                                     | /5                                                                     | ...                                                                    | /13                                                                    | Mandaty                                                                | TP                                                                     |
| ---------------------------------------------------------------------- | ---------------------------------------------------------------------- | ---------------------------------------------------------------------- | ---------------------------------------------------------------------- | ---------------------------------------------------------------------- | ---------------------------------------------------------------------- | ---------------------------------------------------------------------- | ---------------------------------------------------------------------- | ---------------------------------------------------------------------- | ---------------------------------------------------------------------- | ---------------------------------------------------------------------- | ---------------------------------------------------------------------- |
|                                                                        | Platforma Obywatelska RP                                               | 86 900                                                                 | 86 900                                                                 | 43 450                                                                 | 28 967                                                                 | 21 725                                                                 | 17 380                                                                 | ...                                                                    | 6685                                                                   | 4                                                                      | 4,18                                                                   |
|                                                                        | Prawo i Sprawiedliwość                                                 | 71 589                                                                 | 71 589                                                                 | 35 795                                                                 | 23 863                                                                 | 17 897                                                                 | 14 318                                                                 | ...                                                                    | 5507                                                                   | 4                                                                      | 3,44                                                                   |
|                                                                        | Sojusz Lewicy Demokratycznej                                           | 45 707                                                                 | 45 707                                                                 | 22 854                                                                 | 15 236                                                                 | 11 427                                                                 | 9141                                                                   | ...                                                                    | 3516                                                                   | 2                                                                      | 2,20                                                                   |
|                                                                        | Samoobrona Rzeczpospolitej Polskiej                                    | 35 321                                                                 | 35 321                                                                 | 17 661                                                                 | 11 774                                                                 | 8830                                                                   | 7064                                                                   | ...                                                                    | 2717                                                                   | 2                                                                      | 1,70                                                                   |
|                                                                        | Liga Polskich Rodzin                                                   | 18 834                                                                 | 18 834                                                                 | 9417                                                                   | 6278                                                                   | 4709                                                                   | 3767                                                                   | ...                                                                    | 1449                                                                   | 1                                                                      | 0,91                                                                   |
|                                                                        | Polskie Stronnictwo Ludowe                                             | 11 819                                                                 | 11 819                                                                 | 5910                                                                   | 3940                                                                   | 2955                                                                   | 2364                                                                   | ...                                                                    | 909                                                                    | 0                                                                      | 0,57                                                                   |
| Ogółem                                                                 | Ogółem                                                                 | 270 170                                                                | –                                                                      | –                                                                      | –                                                                      | –                                                                      | –                                                                      | –                                                                      | –                                                                      | 13                                                                     | 13                                                                     |

### Wybory parlamentarne 2007
| Komitet wyborczy                                      | Komitet wyborczy                      | Głosów  | %     | Mandaty | Wybrani posłowie |
| ----------------------------------------------------- | ------------------------------------- | ------- | ----- | ------- | --- |
|                                                       | Platforma Obywatelska RP              | 214 852 | 48,96 | 8       | Sławomir Nitras, Michał Marcinkiewicz, Arkadiusz Litwiński, Magdalena Kochan, Renata Zaremba, Sławomir Preiss, Cezary Urban, Konstanty Oświęcimski, Cezary Atamańczuk |
|                                                       | Prawo i Sprawiedliwość                | 105 523 | 24,05 | 3       | Joachim Brudziński, Longin Komołowski, Mirosława Masłowska |
|                                                       | KKW Lewica i Demokraci SLD+SDPL+PD+UP | 74 600  | 17,00 | 2       | Grzegorz Napieralski, Bartosz Arłukowicz |
|                                                       | Polskie Stronnictwo Ludowe            | 26 839  | 6,12  | –       | |
|                                                       | Samoobrona Rzeczpospolitej Polskiej   | 7150    | 1,63  | –       | |
|                                                       | Liga Polskich Rodzin                  | 5834    | 1,33  | –       | |
|                                                       | Polska Partia Pracy                   | 4031    | 0,92  | –       | |
| Frekwencja: 53,53% Źródło: Państwowa Komisja Wyborcza |                                       |         |       |         | |

Poniższa tabela przedstawia podział mandatów dla komitetów wyborczych na podstawie uzyskanych głosów, a następnie obliczonych ilorazów wyborczych na podstawie metody D’Hondta.
| Podział mandatów dla komitetów wyborczych na podstawie metody D’Hondta | Podział mandatów dla komitetów wyborczych na podstawie metody D’Hondta | Podział mandatów dla komitetów wyborczych na podstawie metody D’Hondta | Podział mandatów dla komitetów wyborczych na podstawie metody D’Hondta | Podział mandatów dla komitetów wyborczych na podstawie metody D’Hondta | Podział mandatów dla komitetów wyborczych na podstawie metody D’Hondta | Podział mandatów dla komitetów wyborczych na podstawie metody D’Hondta | Podział mandatów dla komitetów wyborczych na podstawie metody D’Hondta | Podział mandatów dla komitetów wyborczych na podstawie metody D’Hondta | Podział mandatów dla komitetów wyborczych na podstawie metody D’Hondta | Podział mandatów dla komitetów wyborczych na podstawie metody D’Hondta | Podział mandatów dla komitetów wyborczych na podstawie metody D’Hondta | Podział mandatów dla komitetów wyborczych na podstawie metody D’Hondta | Podział mandatów dla komitetów wyborczych na podstawie metody D’Hondta | Podział mandatów dla komitetów wyborczych na podstawie metody D’Hondta | Podział mandatów dla komitetów wyborczych na podstawie metody D’Hondta |
| Komitet wyborczy                                                       | Komitet wyborczy                                                       | Liczba głosów                                                          | Iloraz wyborczy                                                        | Iloraz wyborczy                                                        | Iloraz wyborczy                                                        | Iloraz wyborczy                                                        | Iloraz wyborczy                                                        | Iloraz wyborczy                                                        | Iloraz wyborczy                                                        | Iloraz wyborczy                                                        | Iloraz wyborczy                                                        | Iloraz wyborczy                                                        | Iloraz wyborczy                                                        | Mandaty                                                                | TP                                                                     |
| Komitet wyborczy                                                       | Komitet wyborczy                                                       | Liczba głosów                                                          | /1                                                                     | /2                                                                     | /3                                                                     | /4                                                                     | /5                                                                     | /6                                                                     | /7                                                                     | /8                                                                     | /9                                                                     | ...                                                                    | /13                                                                    | Mandaty                                                                | TP                                                                     |
| ---------------------------------------------------------------------- | ---------------------------------------------------------------------- | ---------------------------------------------------------------------- | ---------------------------------------------------------------------- | ---------------------------------------------------------------------- | ---------------------------------------------------------------------- | ---------------------------------------------------------------------- | ---------------------------------------------------------------------- | ---------------------------------------------------------------------- | ---------------------------------------------------------------------- | ---------------------------------------------------------------------- | ---------------------------------------------------------------------- | ---------------------------------------------------------------------- | ---------------------------------------------------------------------- | ---------------------------------------------------------------------- | ---------------------------------------------------------------------- |
|                                                                        | Platforma Obywatelska RP                                               | 214 852                                                                | 214 852                                                                | 107 426                                                                | 71 617                                                                 | 53 713                                                                 | 42 970                                                                 | 35 809                                                                 | 30 693                                                                 | 26 857                                                                 | 23 872                                                                 | ...                                                                    | 16 527                                                                 | 8                                                                      | 6,62                                                                   |
|                                                                        | Prawo i Sprawiedliwość                                                 | 105 523                                                                | 105 523                                                                | 52 762                                                                 | 35 174                                                                 | 26 381                                                                 | 21 105                                                                 | 17 587                                                                 | 15 075                                                                 | 13 190                                                                 | 11 725                                                                 | ...                                                                    | 8117                                                                   | 3                                                                      | 3,25                                                                   |
|                                                                        | KKW Lewica i Demokraci SLD+SDPL+PD+UP                                  | 74 600                                                                 | 74 600                                                                 | 37 300                                                                 | 24 887                                                                 | 18 650                                                                 | 14 920                                                                 | 12 433                                                                 | 10 657                                                                 | 9325                                                                   | 8289                                                                   | ...                                                                    | 5738                                                                   | 2                                                                      | 2,30                                                                   |
|                                                                        | Polskie Stronnictwo Ludowe                                             | 26 839                                                                 | 26 839                                                                 | 13 420                                                                 | 8946                                                                   | 6710                                                                   | 5368                                                                   | 4473                                                                   | 3834                                                                   | 3355                                                                   | 2982                                                                   | ...                                                                    | 2065                                                                   | 0                                                                      | 0,83                                                                   |
| Ogółem                                                                 | Ogółem                                                                 | 421 814                                                                | –                                                                      | –                                                                      | –                                                                      | –                                                                      | –                                                                      | –                                                                      | –                                                                      | –                                                                      | –                                                                      | –                                                                      | –                                                                      | 13                                                                     | 13                                                                     |

### Wybory parlamentarne 2011
| Komitet wyborczy                                      | Komitet wyborczy                    | Głosów  | %     | Mandaty | Wybrani posłowie |
| ----------------------------------------------------- | ----------------------------------- | ------- | ----- | ------- | --- |
|                                                       | Platforma Obywatelska RP            | 178 124 | 46,75 | 7       | Bartosz Arłukowicz, Magdalena Kochan, Arkadiusz Litwiński, Konstanty Oświęcimski, Renata Zaremba, Zofia Ławrynowicz, Ewa Żmuda-Trzebiatowska |
|                                                       | Prawo i Sprawiedliwość              | 82 529  | 21,66 | 3       | Joachim Brudziński, Leszek Dobrzyński, Michał Jach                                                                                           |
|                                                       | Ruch Palikota                       | 45 111  | 11,84 | 1       | Andrzej Piątak |
|                                                       | Sojusz Lewicy Demokratycznej        | 42 165  | 11,07 | 1       | Grzegorz Napieralski |
|                                                       | Polskie Stronnictwo Ludowe          | 16 545  | 4,34  | –       | |
|                                                       | Polska Jest Najważniejsza           | 7062    | 1,85  | –       | |
|                                                       | Nowa Prawica – Janusza Korwin-Mikke | 6290    | 1,65  | –       | |
|                                                       | Polska Partia Pracy – Sierpień 80   | 1815    | 0,48  | –       | |
|                                                       | Prawica                             | 1379    | 0,36  | –       | |
| Frekwencja: 47,69% Źródło: Państwowa Komisja Wyborcza |                                     |         |       |         | |

Poniższa tabela przedstawia podział mandatów dla komitetów wyborczych na podstawie uzyskanych głosów, a następnie obliczonych ilorazów wyborczych na podstawie metody D’Hondta.
| Podział mandatów dla komitetów wyborczych na podstawie metody D’Hondta | Podział mandatów dla komitetów wyborczych na podstawie metody D’Hondta | Podział mandatów dla komitetów wyborczych na podstawie metody D’Hondta | Podział mandatów dla komitetów wyborczych na podstawie metody D’Hondta | Podział mandatów dla komitetów wyborczych na podstawie metody D’Hondta | Podział mandatów dla komitetów wyborczych na podstawie metody D’Hondta | Podział mandatów dla komitetów wyborczych na podstawie metody D’Hondta | Podział mandatów dla komitetów wyborczych na podstawie metody D’Hondta | Podział mandatów dla komitetów wyborczych na podstawie metody D’Hondta | Podział mandatów dla komitetów wyborczych na podstawie metody D’Hondta | Podział mandatów dla komitetów wyborczych na podstawie metody D’Hondta | Podział mandatów dla komitetów wyborczych na podstawie metody D’Hondta | Podział mandatów dla komitetów wyborczych na podstawie metody D’Hondta | Podział mandatów dla komitetów wyborczych na podstawie metody D’Hondta | Podział mandatów dla komitetów wyborczych na podstawie metody D’Hondta |
| Komitet wyborczy                                                       | Komitet wyborczy                                                       | Liczba głosów                                                          | Iloraz wyborczy                                                        | Iloraz wyborczy                                                        | Iloraz wyborczy                                                        | Iloraz wyborczy                                                        | Iloraz wyborczy                                                        | Iloraz wyborczy                                                        | Iloraz wyborczy                                                        | Iloraz wyborczy                                                        | Iloraz wyborczy                                                        | Iloraz wyborczy                                                        | Mandaty                                                                | TP                                                                     |
| Komitet wyborczy                                                       | Komitet wyborczy                                                       | Liczba głosów                                                          | /1                                                                     | /2                                                                     | /3                                                                     | /4                                                                     | /5                                                                     | /6                                                                     | /7                                                                     | /8                                                                     | ...                                                                    | /12                                                                    | Mandaty                                                                | TP                                                                     |
| ---------------------------------------------------------------------- | ---------------------------------------------------------------------- | ---------------------------------------------------------------------- | ---------------------------------------------------------------------- | ---------------------------------------------------------------------- | ---------------------------------------------------------------------- | ---------------------------------------------------------------------- | ---------------------------------------------------------------------- | ---------------------------------------------------------------------- | ---------------------------------------------------------------------- | ---------------------------------------------------------------------- | ---------------------------------------------------------------------- | ---------------------------------------------------------------------- | ---------------------------------------------------------------------- | ---------------------------------------------------------------------- |
|                                                                        | Platforma Obywatelska RP                                               | 178 124                                                                | 178 124                                                                | 89 062                                                                 | 59 375                                                                 | 44 531                                                                 | 35 625                                                                 | 29 687                                                                 | 25 446                                                                 | 22 266                                                                 | ...                                                                    | 14 844                                                                 | 7                                                                      | 5,86                                                                   |
|                                                                        | Prawo i Sprawiedliwość                                                 | 82 529                                                                 | 82 529                                                                 | 41 265                                                                 | 27 510                                                                 | 20 632                                                                 | 16 506                                                                 | 13 755                                                                 | 11 790                                                                 | 10 316                                                                 | ...                                                                    | 6877                                                                   | 3                                                                      | 2,72                                                                   |
|                                                                        | Ruch Palikota                                                          | 45 111                                                                 | 45 111                                                                 | 22 556                                                                 | 15 037                                                                 | 11 278                                                                 | 9022                                                                   | 7519                                                                   | 6444                                                                   | 5639                                                                   | ...                                                                    | 3759                                                                   | 1                                                                      | 1,49                                                                   |
|                                                                        | Sojusz Lewicy Demokratycznej                                           | 42 165                                                                 | 42 165                                                                 | 21 083                                                                 | 14 055                                                                 | 10 541                                                                 | 8433                                                                   | 7028                                                                   | 6024                                                                   | 5271                                                                   | ...                                                                    | 3514                                                                   | 1                                                                      | 1,39                                                                   |
|                                                                        | Polskie Stronnictwo Ludowe                                             | 16 545                                                                 | 16 545                                                                 | 8273                                                                   | 5515                                                                   | 4136                                                                   | 3309                                                                   | 2758                                                                   | 2364                                                                   | 2068                                                                   | ...                                                                    | 1379                                                                   | 0                                                                      | 0,54                                                                   |
| Ogółem                                                                 | Ogółem                                                                 | 364 474                                                                | –                                                                      | –                                                                      | –                                                                      | –                                                                      | –                                                                      | –                                                                      | –                                                                      | –                                                                      | –                                                                      | –                                                                      | 12                                                                     | 12                                                                     |

### Wybory parlamentarne 2015
| Komitet wyborczy                                      | Komitet wyborczy                             | Głosów  | %     | Mandaty | Wybrani posłowie                                                                                               |
| ----------------------------------------------------- | -------------------------------------------- | ------- | ----- | ------- | --- |
|                                                       | Platforma Obywatelska RP                     | 121 479 | 31,93 | 5       | Sławomir Nitras, Bartosz Arłukowicz, Norbert Obrycki, Magdalena Kochan, Arkadiusz Marchewka, Zofia Ławrynowicz |
|                                                       | Prawo i Sprawiedliwość                       | 110 697 | 29,09 | 5       | Joachim Brudziński, Leszek Dobrzyński, Krzysztof Zaremba, Artur Szałabawka, Michał Jach, Rafał Mucha           |
|                                                       | Nowoczesna Ryszarda Petru                    | 32 964  | 8,66  | 1       | Piotr Misiło                                                                                                   |
|                                                       | KKW Zjednoczona Lewica SLD+TR+PPS+UP+Zieloni | 32 584  | 8,56  | –       | |
|                                                       | KWW Kukiz’15                                 | 32 030  | 8,42  | 1       | Sylwester Chruszcz                                                                                             |
|                                                       | KORWiN                                       | 20 291  | 5,33  | –       | |
|                                                       | Partia Razem                                 | 15 678  | 4,12  | –       | |
|                                                       | Polskie Stronnictwo Ludowe                   | 14 776  | 3,88  | –       | |
| Frekwencja: 47,27% Źródło: Państwowa Komisja Wyborcza |                                              |         |       |         | |

Poniższa tabela przedstawia podział mandatów dla komitetów wyborczych na podstawie uzyskanych głosów, a następnie obliczonych ilorazów wyborczych na podstawie metody D’Hondta.
| Podział mandatów dla komitetów wyborczych na podstawie metody D’Hondta | Podział mandatów dla komitetów wyborczych na podstawie metody D’Hondta | Podział mandatów dla komitetów wyborczych na podstawie metody D’Hondta | Podział mandatów dla komitetów wyborczych na podstawie metody D’Hondta | Podział mandatów dla komitetów wyborczych na podstawie metody D’Hondta | Podział mandatów dla komitetów wyborczych na podstawie metody D’Hondta | Podział mandatów dla komitetów wyborczych na podstawie metody D’Hondta | Podział mandatów dla komitetów wyborczych na podstawie metody D’Hondta | Podział mandatów dla komitetów wyborczych na podstawie metody D’Hondta | Podział mandatów dla komitetów wyborczych na podstawie metody D’Hondta | Podział mandatów dla komitetów wyborczych na podstawie metody D’Hondta | Podział mandatów dla komitetów wyborczych na podstawie metody D’Hondta | Podział mandatów dla komitetów wyborczych na podstawie metody D’Hondta |
| Komitet wyborczy                                                       | Komitet wyborczy                                                       | Liczba głosów                                                          | Iloraz wyborczy                                                        | Iloraz wyborczy                                                        | Iloraz wyborczy                                                        | Iloraz wyborczy                                                        | Iloraz wyborczy                                                        | Iloraz wyborczy                                                        | Iloraz wyborczy                                                        | Iloraz wyborczy                                                        | Mandaty                                                                | TP                                                                     |
| Komitet wyborczy                                                       | Komitet wyborczy                                                       | Liczba głosów                                                          | /1                                                                     | /2                                                                     | /3                                                                     | /4                                                                     | /5                                                                     | /6                                                                     | ...                                                                    | /12                                                                    | Mandaty                                                                | TP                                                                     |
| ---------------------------------------------------------------------- | ---------------------------------------------------------------------- | ---------------------------------------------------------------------- | ---------------------------------------------------------------------- | ---------------------------------------------------------------------- | ---------------------------------------------------------------------- | ---------------------------------------------------------------------- | ---------------------------------------------------------------------- | ---------------------------------------------------------------------- | ---------------------------------------------------------------------- | ---------------------------------------------------------------------- | ---------------------------------------------------------------------- | ---------------------------------------------------------------------- |
|                                                                        | Platforma Obywatelska RP                                               | 121 479                                                                | 121 479                                                                | 60 740                                                                 | 40 493                                                                 | 30 370                                                                 | 24 296                                                                 | 20 247                                                                 | ...                                                                    | 10 123                                                                 | 5                                                                      | 4,67                                                                   |
|                                                                        | Prawo i Sprawiedliwość                                                 | 110 697                                                                | 110 697                                                                | 55 349                                                                 | 36 899                                                                 | 27 674                                                                 | 22 139                                                                 | 18 450                                                                 | ...                                                                    | 9225                                                                   | 5                                                                      | 4,26                                                                   |
|                                                                        | Nowoczesna Ryszarda Petru                                              | 32 964                                                                 | 32 964                                                                 | 16 482                                                                 | 10 988                                                                 | 8241                                                                   | 6593                                                                   | 5494                                                                   | ...                                                                    | 2747                                                                   | 1                                                                      | 1,27                                                                   |
|                                                                        | KWW Kukiz’15                                                           | 32 030                                                                 | 32 030                                                                 | 16 015                                                                 | 10 677                                                                 | 8008                                                                   | 6406                                                                   | 5338                                                                   | ...                                                                    | 2669                                                                   | 1                                                                      | 1,23                                                                   |
|                                                                        | Polskie Stronnictwo Ludowe                                             | 14 776                                                                 | 14 776                                                                 | 7388                                                                   | 4925                                                                   | 3694                                                                   | 2955                                                                   | 2463                                                                   | ...                                                                    | 1231                                                                   | 0                                                                      | 0,57                                                                   |
| Ogółem                                                                 | Ogółem                                                                 | 311 946                                                                | –                                                                      | –                                                                      | –                                                                      | –                                                                      | –                                                                      | –                                                                      | –                                                                      | –                                                                      | 12                                                                     | 12                                                                     |

### Wybory parlamentarne 2019
| Komitet wyborczy                                      | Komitet wyborczy                           | Głosów  | %     | Mandaty | Wybrani posłowie                                                                          |
| ----------------------------------------------------- | ------------------------------------------ | ------- | ----- | ------- | ----------------------------------------------------------------------------------------- |
|                                                       | KKW Koalicja Obywatelska PO .N iPL Zieloni | 168 022 | 35,71 | 5       | Sławomir Nitras, Arkadiusz Marchewka, Magdalena Filiks, Grzegorz Napieralski, Artur Łącki |
|                                                       | Prawo i Sprawiedliwość                     | 165 200 | 35,11 | 4       | Marek Gróbarczyk, Leszek Dobrzyński, Michał Jach, Artur Szałabawka                        |
|                                                       | Sojusz Lewicy Demokratycznej               | 71 756  | 15,25 | 2       | Dariusz Wieczorek, Katarzyna Kotula                                                       |
|                                                       | Polskie Stronnictwo Ludowe                 | 34 807  | 7,40  | 1       | Jarosław Rzepa                                                                            |
|                                                       | Konfederacja Wolność i Niepodległość       | 30 744  | 6,53  | –       |                                                                                           |
| Frekwencja: 59,36% Źródło: Państwowa Komisja Wyborcza |                                            |         |       |         |                                                                                           |

Poniższa tabela przedstawia podział mandatów dla komitetów wyborczych na podstawie uzyskanych głosów, a następnie obliczonych ilorazów wyborczych na podstawie metody D’Hondta.
| Podział mandatów dla komitetów wyborczych na podstawie metody D’Hondta | Podział mandatów dla komitetów wyborczych na podstawie metody D’Hondta | Podział mandatów dla komitetów wyborczych na podstawie metody D’Hondta | Podział mandatów dla komitetów wyborczych na podstawie metody D’Hondta | Podział mandatów dla komitetów wyborczych na podstawie metody D’Hondta | Podział mandatów dla komitetów wyborczych na podstawie metody D’Hondta | Podział mandatów dla komitetów wyborczych na podstawie metody D’Hondta | Podział mandatów dla komitetów wyborczych na podstawie metody D’Hondta | Podział mandatów dla komitetów wyborczych na podstawie metody D’Hondta | Podział mandatów dla komitetów wyborczych na podstawie metody D’Hondta | Podział mandatów dla komitetów wyborczych na podstawie metody D’Hondta | Podział mandatów dla komitetów wyborczych na podstawie metody D’Hondta | Podział mandatów dla komitetów wyborczych na podstawie metody D’Hondta |
| Komitet wyborczy                                                       | Komitet wyborczy                                                       | Liczba głosów                                                          | Iloraz wyborczy                                                        | Iloraz wyborczy                                                        | Iloraz wyborczy                                                        | Iloraz wyborczy                                                        | Iloraz wyborczy                                                        | Iloraz wyborczy                                                        | Iloraz wyborczy                                                        | Iloraz wyborczy                                                        | Mandaty                                                                | TP                                                                     |
| Komitet wyborczy                                                       | Komitet wyborczy                                                       | Liczba głosów                                                          | /1                                                                     | /2                                                                     | /3                                                                     | /4                                                                     | /5                                                                     | /6                                                                     | ...                                                                    | /12                                                                    | Mandaty                                                                | TP                                                                     |
| ---------------------------------------------------------------------- | ---------------------------------------------------------------------- | ---------------------------------------------------------------------- | ---------------------------------------------------------------------- | ---------------------------------------------------------------------- | ---------------------------------------------------------------------- | ---------------------------------------------------------------------- | ---------------------------------------------------------------------- | ---------------------------------------------------------------------- | ---------------------------------------------------------------------- | ---------------------------------------------------------------------- | ---------------------------------------------------------------------- | ---------------------------------------------------------------------- |
|                                                                        | KKW Koalicja Obywatelska PO .N iPL Zieloni                             | 168 022                                                                | 168 022                                                                | 84 011                                                                 | 56 007                                                                 | 42 006                                                                 | 33 604                                                                 | 28 004                                                                 | ...                                                                    | 14 002                                                                 | 5                                                                      | 4,29                                                                   |
|                                                                        | Prawo i Sprawiedliwość                                                 | 165 200                                                                | 165 200                                                                | 82 600                                                                 | 55 067                                                                 | 41 300                                                                 | 33 040                                                                 | 27 533                                                                 | ...                                                                    | 13 767                                                                 | 4                                                                      | 4,21                                                                   |
|                                                                        | Sojusz Lewicy Demokratycznej                                           | 71 756                                                                 | 71 756                                                                 | 35 878                                                                 | 23 919                                                                 | 17 939                                                                 | 14 351                                                                 | 11 959                                                                 | ...                                                                    | 5980                                                                   | 2                                                                      | 1,83                                                                   |
|                                                                        | Polskie Stronnictwo Ludowe                                             | 34 807                                                                 | 34 807                                                                 | 17 404                                                                 | 11 602                                                                 | 8702                                                                   | 6961                                                                   | 5801                                                                   | ...                                                                    | 2901                                                                   | 1                                                                      | 0,89                                                                   |
|                                                                        | Konfederacja Wolność i Niepodległość                                   | 30 744                                                                 | 30 744                                                                 | 15 372                                                                 | 10 248                                                                 | 7686                                                                   | 6149                                                                   | 5124                                                                   | ...                                                                    | 2562                                                                   | 0                                                                      | 0,78                                                                   |
| Ogółem                                                                 | Ogółem                                                                 | 470 529                                                                | –                                                                      | –                                                                      | –                                                                      | –                                                                      | –                                                                      | –                                                                      | –                                                                      | –                                                                      | 12                                                                     | 12                                                                     |

### Wybory parlamentarne 2023
| Komitet wyborczy                                      | Komitet wyborczy                                                           | Głosów  | %     | Mandaty | Wybrani posłowie                                                                                            |
| ----------------------------------------------------- | -------------------------------------------------------------------------- | ------- | ----- | ------- | --- |
|                                                       | KKW Koalicja Obywatelska PO .N iPL Zieloni                                 | 222 427 | 40,13 | 6       | Sławomir Nitras, Magdalena Filiks, Arkadiusz Marchewka, Patryk Jaskulski, Grzegorz Napieralski, Artur Łącki |
|                                                       | Prawo i Sprawiedliwość                                                     | 159 575 | 28,79 | 4       | Marek Gróbarczyk, Zbigniew Bogucki, Artur Szałabawka, Dariusz Matecki                                       |
|                                                       | KKW Trzecia Droga Polska 2050 Szymona Hołowni – Polskie Stronnictwo Ludowe | 69 957  | 12,62 | 1       | Jarosław Rzepa                                                                                              |
|                                                       | Nowa Lewica                                                                | 52 032  | 9,39  | 1       | Dariusz Wieczorek                                                                                           |
|                                                       | Konfederacja Wolność i Niepodległość                                       | 32 942  | 5,94  | –       | |
|                                                       | KWW Koalicja Bezpartyjni i Samorządowcy                                    | 8 985   | 1,62  | –       | |
|                                                       | Polska Jest Jedna                                                          | 6 218   | 1,12  | –       | |
|                                                       | KWW Ruchu Dobrobytu i Pokoju                                               | 2 172   | 0,39  | –       | |
| Frekwencja: 73,17% Źródło: Państwowa Komisja Wyborcza |                                                                            |         |       |         | |

Poniższa tabela przedstawia podział mandatów dla komitetów wyborczych na podstawie uzyskanych głosów, a następnie obliczonych ilorazów wyborczych na podstawie metody D’Hondta.
| Podział mandatów dla komitetów wyborczych na podstawie metody D’Hondta | Podział mandatów dla komitetów wyborczych na podstawie metody D’Hondta     | Podział mandatów dla komitetów wyborczych na podstawie metody D’Hondta | Podział mandatów dla komitetów wyborczych na podstawie metody D’Hondta | Podział mandatów dla komitetów wyborczych na podstawie metody D’Hondta | Podział mandatów dla komitetów wyborczych na podstawie metody D’Hondta | Podział mandatów dla komitetów wyborczych na podstawie metody D’Hondta | Podział mandatów dla komitetów wyborczych na podstawie metody D’Hondta | Podział mandatów dla komitetów wyborczych na podstawie metody D’Hondta | Podział mandatów dla komitetów wyborczych na podstawie metody D’Hondta | Podział mandatów dla komitetów wyborczych na podstawie metody D’Hondta | Podział mandatów dla komitetów wyborczych na podstawie metody D’Hondta | Podział mandatów dla komitetów wyborczych na podstawie metody D’Hondta | Podział mandatów dla komitetów wyborczych na podstawie metody D’Hondta |
| Komitet wyborczy                                                       | Komitet wyborczy                                                           | Liczba głosów                                                          | Iloraz wyborczy                                                        | Iloraz wyborczy                                                        | Iloraz wyborczy                                                        | Iloraz wyborczy                                                        | Iloraz wyborczy                                                        | Iloraz wyborczy                                                        | Iloraz wyborczy                                                        | Iloraz wyborczy                                                        | Iloraz wyborczy                                                        | Mandaty                                                                | TP                                                                     |
| Komitet wyborczy                                                       | Komitet wyborczy                                                           | Liczba głosów                                                          | /1                                                                     | /2                                                                     | /3                                                                     | /4                                                                     | /5                                                                     | /6                                                                     | /7                                                                     | ...                                                                    | /12                                                                    | Mandaty                                                                | TP                                                                     |
| ---------------------------------------------------------------------- | -------------------------------------------------------------------------- | ---------------------------------------------------------------------- | ---------------------------------------------------------------------- | ---------------------------------------------------------------------- | ---------------------------------------------------------------------- | ---------------------------------------------------------------------- | ---------------------------------------------------------------------- | ---------------------------------------------------------------------- | ---------------------------------------------------------------------- | ---------------------------------------------------------------------- | ---------------------------------------------------------------------- | ---------------------------------------------------------------------- | ---------------------------------------------------------------------- |
|                                                                        | KKW Koalicja Obywatelska PO .N iPL Zieloni                                 | 222 427                                                                | 222 427                                                                | 111 214                                                                | 74 142                                                                 | 55 607                                                                 | 44 485                                                                 | 37 071                                                                 | 31 775                                                                 | ...                                                                    | 18 536                                                                 | 6                                                                      | 4,97                                                                   |
|                                                                        | Prawo i Sprawiedliwość                                                     | 159 575                                                                | 159 575                                                                | 79 788                                                                 | 53 192                                                                 | 39 894                                                                 | 31 915                                                                 | 26 596                                                                 | 22 796                                                                 | ...                                                                    | 13 298                                                                 | 4                                                                      | 3,57                                                                   |
|                                                                        | KKW Trzecia Droga Polska 2050 Szymona Hołowni – Polskie Stronnictwo Ludowe | 69 957                                                                 | 69 957                                                                 | 34 979                                                                 | 23 319                                                                 | 17 489                                                                 | 13 991                                                                 | 11 160                                                                 | 9994                                                                   | ...                                                                    | 5830                                                                   | 1                                                                      | 1,56                                                                   |
|                                                                        | Nowa Lewica                                                                | 52 032                                                                 | 52 032                                                                 | 26 016                                                                 | 17 344                                                                 | 13 008                                                                 | 10 406                                                                 | 8672                                                                   | 7433                                                                   | ...                                                                    | 4336                                                                   | 1                                                                      | 1,16                                                                   |
|                                                                        | Konfederacja Wolność i Niepodległość                                       | 32 942                                                                 | 32 942                                                                 | 16 471                                                                 | 10 981                                                                 | 8236                                                                   | 6588                                                                   | 5490                                                                   | 4706                                                                   | ...                                                                    | 2745                                                                   | 0                                                                      | 0,74                                                                   |
| Ogółem                                                                 | Ogółem                                                                     | 536 933                                                                | –                                                                      | –                                                                      | –                                                                      | –                                                                      | –                                                                      | –                                                                      | –                                                                      | –                                                                      | –                                                                      | 12                                                                     | 12                                                                     |